# Mossadeck Bally
Mossadeck Bally, né le 27 août 1961  au Niger, est un entrepreneur malien, fondateur de la chaine Azalaï Hôtel et ambassadeur du fonds africain pour la culture.

## Biographie

### Enfance, débuts et études
Mossadeck Bally est né le 27 août 1961 à Niamey. Il est le fils de Boubacar Bally. Après des études primaires au Niger qu'il poursuit au Mali, il se rend en France où il obtient le baccalauréat. C'est aux États-Unis qu'il obtient un master en gestion de finance de l’université de San Francisco en Californie,,.  

### Carrière
Après ses études, Mossadeck Bally rentre au Mali et entame une carrière dans l’entreprise familiale active dans le domaine de l’importation de gros en Afrique de l’Ouest.  Il y travaille pendant dix ans.
Les fournisseurs de l'entreprise, en séjour au Mali, se plaignaient de la qualité des hôtels au Mali, Mossadeck Bally a l’idée d’ouvrir un hôtel et se diversifier et avoir un impact social.
En 2022, il est élu président du Conseil national du patronat du Mali (CNPM),.

### Hôtellerie
Mossadeck Bally commence dans l’industrie hôtelière africaine en ouvrant, au Mali, en 1994, la « Société Malienne de Promotion Hôtelière » (SMPH), son premier hôtel.
Avec un prêt de la SFI, il rénove le Grand Hôtel de Bamako et l'ouvre à la clientèle en 1995. Il achète par la suite un terrain pour la construction d’un deuxième hôtel. Et en 2000, il construit un second hôtel à Bamako. 
En 2004, La SMPH participe à un appel d’offres au Burkina Faso, où elle reprend l’Hôtel de l’Indépendance. En 2005, Mossadeck Bally regroupe toutes les activités de ses hôtels sous une marque commune. Le groupe hôtelier s’étend ensuite à d’autres pays et acquiert, en 2007, l’Hôtel du 24 septembre en Guinée Bissau, puis en 2008 l’Hôtel de la Plage au Bénin.
L’Hôtel Marhaba à Nouakchott commence ses activités en 2016; 
Azalaï Hôtel Abidjan, qui a ouvert en mars 2017, est le plus grand établissement construit par le groupe. Il coûte 36,6 millions d’euros d’investissement et bénéficie de l’appui de la BOAD, de la SFI et de trois banques commerciales ivoiriennes : la BOA, la NSIA et Banque Atlantique.
En 2024, le Groupe Azalaï Hotels possède plusieurs Hôtels de 3 ou 4 étoiles, dont un hôtel de 200 chambres inauguré par Macky Sall en 2023 à Dakar. Le groupe est présent au Sénégal, au Mali, au Burkina Faso, en Guinée Bissau, au Bénin, en Mauritanie et en Côte d’Ivoire,.

## Distinctions
- Lauréat du prix du leadership de lAHIF lors du forum sur l’investissement hôtelier en Afrique tenu à Nairobi au Kenya[12].
- Chevalier de l’Ordre national du Mérite français[13]